# Ipos
In demonologia, Ipos è un conte e un potente principe dell'inferno (un duca secondo altri studiosi) con trentasei legioni di demoni sotto il suo comando. Conosce e rivela tutte le cose sul passato, il presente e il futuro (secondo alcuni demonologi solo sul futuro, altri sia sul passato che il futuro). Può infondere a chi lo evoca arguzia e coraggio.
Viene comunemente descritto avente il corpo di un angelo con testa di leone, coda di lepre e zampe di oca, ma che può apparire frequentemente con il corpo di un leone o come avvoltoio.
Viene associato alla divinità egiziana Anubi.
Altri suoi nomi sono: Aiperos, Ayperos, Ayporos, Ipes.